# Anomopterella gobi
Anomopterella gobi  (лат.) — ископаемый вид перепончатокрылых насекомых из семейства Anomopterellidae (Evanioidea). Обнаружены в юрских отложениях Центральной Азии (около 150 млн лет; Шар-Тегская свита, Sharteg Formation, Гоби-Алтайский аймак, восточнее горы Атас-Богд, западнее горы Шара-Тэг, Монголия).

## Описание
Мелкие наездники: длина переднего крыла 3,5 мм. Жилка Rs между 2r-rs и 3r-m очень короткая. Ячейка cu-a интерстициальная. 
Переднее крыло с  жилкой Rs+M достигающей 1m-cu. Усики толстые. Проподеум длинный.
Мезонотум с поперечными килями. Передние крылья с широкой костальной областью. Жилка 2r-rs соединяется с птеростигмой апикально; имеются только одна поперечная жилка r-m (3r-m) и две ячейки mcu. Первый метасомальный сегмент базально узкий. Яйцеклад короткий.
Вид был впервые описан в 2008 году российским палеоэнтомологом Александром Павловичем Расницыным (ПИН РАН, Москва). Видовое название дано по имени места обнаружения типовой серии (Гоби).